# Вогренар, Янник
Янник Вогренар (фр. Yannick Vaugrenard) — французский политик, сенатор от департамента Атлантическая Луара.

## Биография
Янник Вогренар родился 25 июня 1950 года в городе Триньяк (департамент Атлантическая Луара). После получения степени бакалавра экономики работал в банковской группе BNP Paribas. В 1989 году он оставил свою работу, чтобы стать (до 2004 года), советником мэра Нанта Жана-Марка Эро.
Политическую карьеру Янник Вогренар начал в 1977 году, когда был избран вице-мэром своего родного города Триньяк. В 1982 году он получил мандат советника Генерального совета департамента Атлантическая Луара от кантона Монтуар-де-Бретань, переизбирался в этот совет в 1988 году. В 1986 году был впервые избран в Региональный совет Пеи-де-ла-Луар, а впоследствии переизбирался в Региональный совет четыре раза. После того, как в 2004 году левые получили большинство в этот совете, был назначен его первым вице-президентом. 
В 1990 году Янник Вогренар стал лидером партийной организации социалистов в департамента Атлантическая Луара и занимал этот пост до 2001 года. В 1995 вошел в муниципальный совет города Сен-Назер и был избран вице-мэром по вопросам транспорта и культуры. 
В 2004 году Янник Вогренар был включен под пятым номером в список социалистов на выборах в Европейский парламент от избирательного региона Запад и получил мандат депутата Европарламента. В 2009 году на следующих выборах был четвертым в списке, но сохранить мандат не сумел.
25 сентября 2011 года возглавил список левых на выборах сенаторов от департамента Атлантическая Луара. Левый список победил и завоевал три мандата, один из которых достался Вогренару. В 2017 году на следующих выборах сенаторов он возглавил список социалистов и привел его к победе, получив на этот раз два мандата и сохранив тем самым свой. 
В Сенате является членом комиссии по иностранным делам, обороне и вооруженным силам. 

## Занимаемые выборные должности
03.1977 — 03.1989 — вице-мэр коммуны Триньяк
 
21.03.1982 — 29.03.1994 — член Генерального совета департамента Атлантическая Луара от кантона Монтуар-де-Бретань 
 
16.03.1986 — 29.03.2004 — член Регионального совета Пеи-де-ла-Луар 
 
03.1995 — 03.2001 — вице-мэр города Сен-Назер 

01.04.2004 — 05.12.2015 — вице-президент Регионального совета Пеи-де-ла-Луар 
 
20.07.2004 — 19.07.2009 — депутат Европейского парламента 

с 01.10.2011 — сенатор от департамента Атлантическая Луара  